# Antonio Marinetti (pittore)

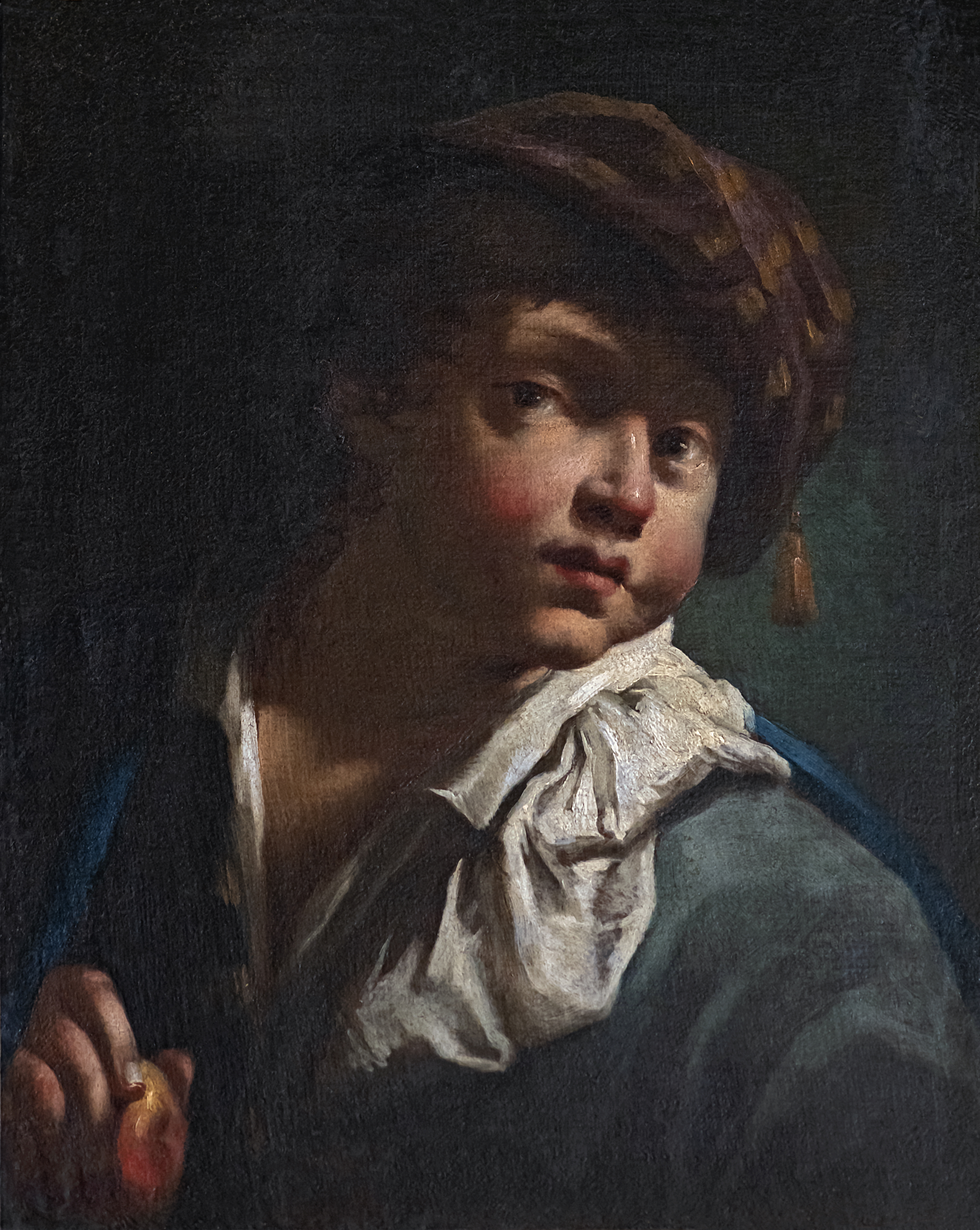
Ragazzo con mela - Ca' Rezzonico, Venezia

Antonio Marinetti, detto "il Chiozzotto" (Chioggia, 22 gennaio 1719 – Venezia, 12 gennaio 1796), è stato un pittore italiano.

## Biografia
Figlio di Francesco, venne battezzato nella chiesa di Sant'Andrea. Verso la metà degli anni 1740 si trasferì a Venezia ed entrò nella bottega di Giovanni Battista Piazzetta.
Le prime opere di cui si ha notizia sono due dipinti per la chiesa di San Nicolò di Chioggia (San Carlo Borromeo e San Bartolomeo) entrambi recanti l'arma dei Gradenigo e la data 1740. Soppressa la chiesa, i due dipinti sono oggi conservati nella chiesa di Sant'Andrea assieme alla coeva Santa Teresa in estasi.
Nel frattempo cominciò a lavorare anche per le chiese di Venezia: tra il 1740 e il 1749 eseguì l'Angelo e i Santi Gaetano da Thiene e Francesco di Paola per la chiesa di San Simeon Piccolo. Tra il 1751 e il 1753, ancora Chioggia, realizzò la Presentazione della Vergine e i Santi Francesco di Sales e Luigi Gonzaga adoranti il Cuore di Gesù, due pale d'altare per l'oratorio dei Filippini. Un ciclo di santi a mezzo busto, sempre per la stessa chiesa, si trova oggi nella casa dell'ordine; databile al 1756 circa, i critici lo considerano un "lavoro di routine" per un artista ormai affermato e abituato a ben altre commissioni. Qualche anno prima, in effetti, il Chiozzotto aveva dipinto La Vergine che dà la cintura a sant'Agostino per la chiesa di Santa Caterina di Venezia, ritenuta uno dei suoi migliori lavori.
Nel 1755 espose in piazza San Marco la Gloria del beato Girolamo Miani da destinare a un soffitto del collegio dei somaschi di Treviso (dell'opera resta un bozzetto, conservato nella collezione Pogliani di Roma, mentre l'originale è tuttora a Treviso). Tra il 1755 e il 1760 lavorò ancora per la chiesa di Sant'Agostino a Treviso, realizzando tre pala d'altare: la Madonna con il beato Girolamo Miani, l'Angelo custode (altra opera apprezzata dalla critica) e il Transito di san Giuseppe.
Un coevo "Transito di San Giuseppe" è presente anche nel duomo di Santa Maria Assunta a Loreo.
Questo periodo fu particolarmente favorevole al Marinetti che lo vide impegnato in importanti commissioni per pale e altre opere a tema sacro destinate a chiese veneziane e della terraferma. Al contempo venne coinvolto nelle attività dell'Accademia: nel 1756 entrò nella nuova commissione di trentasei membri e, successivamente, fu più volte confermato maestro.
Tra gli ultimi lavori si ricordano l'affresco con la Decapitazione di san Giacomo e la pala con la Vergine delle Grazie, eseguiti negli anni 1787-90 per la chiesa di San Giacomo di Chioggia con la collaborazione di Antonio e Romualdo Mauri.
Morì per "febbre senile" nella parrocchia veneziana di San Vio.

## Stile

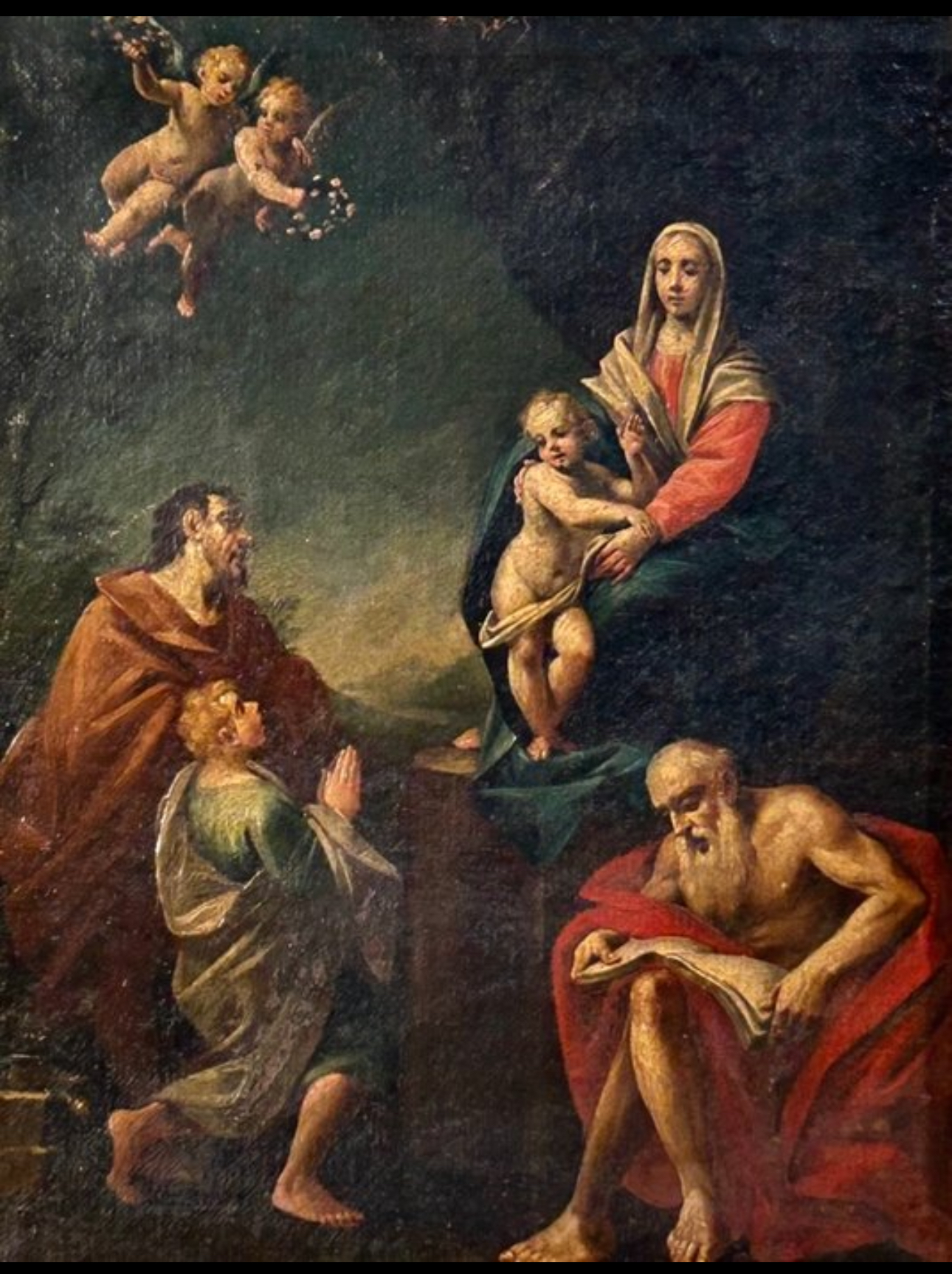
Quadro di Antonio Marinetti, detto “ il Chiozzotto “. Vergine con bambino San Girolamo e altri santi (1740)

Il Chiozzotto si occupò quasi esclusivamente di genere sacro e divenne uno dei pittori più richiesti dell'epoca.
La sua committenza fu però abbastanza conservatrice: il suo stile non andò mai incontro a particolari evoluzioni e si presenta quasi come un'imitazione di quello del Piazzetta. Tuttavia, lo slancio che caratterizzava l'arte del maestro viene smorzato da una notevole semplificazione, con i chiaroscuri così accentuati da staccare le figure dallo sfondo, le espressioni dei volti che eccedono in sentimentalismo e gli scarsi movimenti.
Il parere della critica sul suo conto rimase a lungo positivo, a partire dal Longhi (1762) sino a tutto l'Ottocento. Solo con Rodolfo Pallucchini (1932 e 1960) si ebbe una revisione della sua pittura che venne definita una pedissequa e noiosa ripresa dello stile del Piazzetta. Studi successivi di Donatella Tomasini (1983) hanno riabilitato in parte la sua figura, riconoscendo al Marinetti una buona capacità e uno stile certamente non originale ma in linea con il gusto del suo tempo. Sandro Sponza, più di recente (1994), ha espresso un nuovo giudizio definendolo un artista mediocre che «tende a involgarire le invenzioni di Giambattista facendo spesso assumere alle figure atteggiamenti ed espressioni popolaresche e dialettali, quando, addirittura non le faccia scadere nel becero».
In ogni caso, manca a tutt'oggi uno studio completo e documentario sulla prolifica attività di questo pittore.